# Hayesomyia fengkainica
Hayesomyia fengkainica är en tvåvingeart som beskrevs av Cheng och Wang 2006. Hayesomyia fengkainica ingår i släktet Hayesomyia och familjen fjädermyggor. Inga underarter finns listade i Catalogue of Life.